# بني عكروت (ذمار)
بني عكروت هي إحدى قرى الجمهورية اليمنية. تتبع جغرافيا لمحافظة ذمار وإداريًا لمديرية الحداء. يبلغ تعداد سكانها 1280 نسمة حسب الإحصاء الذي أجري عام 2004.